# Hollywood Hills
Hollywood Hills – obszar położony w Los Angeles, Kalifornia, stanowiący część niskiego łańcucha górskiego Santa Monica, oddalony od centrum miasta o ok. 16 km.
Znajduje się na nim Hollywood Sign.

## Znani ludzie mieszkający w Hollywood Hills
- Earle D. Baker (1888- 1969) - członek Los Angeles City Council, mieszkał na Hollywood Hills.
- Ashton Kutcher - aktor, mieszka w domu na ulicy Arrow Drive 3000[1].
- Nene Leakes - celebrytka telewizyjna i aktorka, wynajmuje dom na Hollywood Hills[2].
- Jeese Metcalf - aktor, który razem z narzeczoną Carą Santaną nabył dom na Hollywood Hills 1925 w lutym 2013 roku.
- Matthew Perry - aktor, w roku 2013 sprzedał swoją posiadłość na Hollywood Hills w pobliżu Runyon Canyon i zachował swój drugi dom w Hollywood Hills położony blisko Bird Streets[3].
- Tyler Perry - aktor, scenarzysta i reżyser i producent, w październiku 2012 sprzedał swoją posiadłość w Hollywood Hills, którą kupił w roku 2006[4].
- Ryan Philippe - aktor, zakupił dom w Hollywood Hills w roku 2008, po rozwodzie z Reese Whitterspooon i sprzedał go w marcu 2013 roku[4].
- Sage Stallone - aktor, syn Sylvestra Stallone'a, został znaleziony martwy w dniu 13 lipca 2012 roku w swym mieszkaniu w Hollywood Hills, w bloku nr 8100 na Mulholland Terrace w pobliżu skrzyżowania Mulholland Drive na Laurel Canyon Boulevard[5][6].
- Robert Stevenson i Peggy Stevenson - członkowie Los Angeles City Council, żyli na Hollywood Hills.
- Kanye West - raper[7].
- Ariana Grande - piosenkarka

## Galeria zdjęć

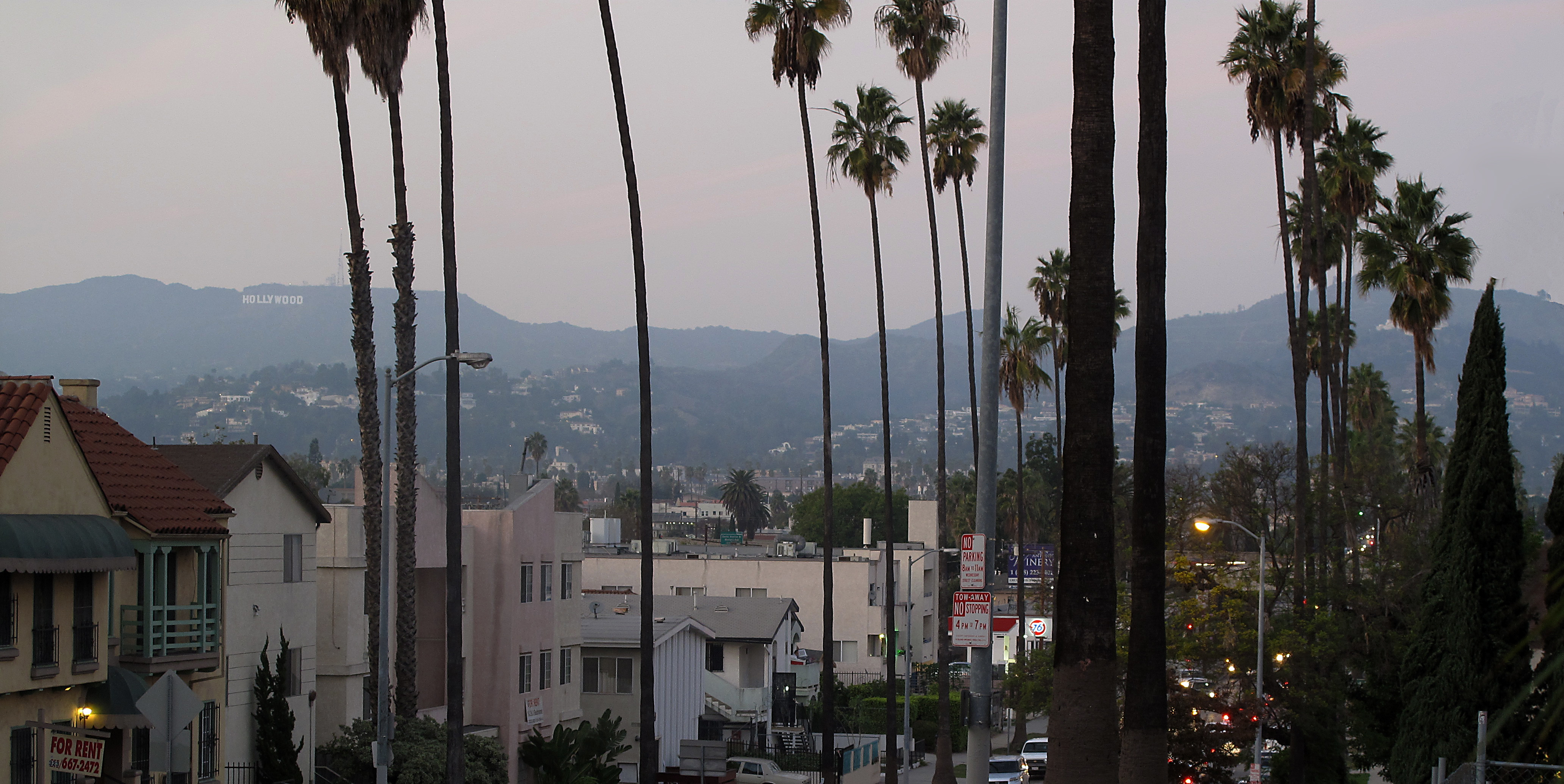
Hollywood Hills z perspektywy Normandie Avenue (2009)